# オズモシス
『オズモシス』（Ozzmosis）は、オジー・オズボーンが1995年に発表した7作目のスタジオ・アルバム。

## 解説
多くの外部ソングライターを起用した作品で、前スタジオ・アルバム『ノー・モア・ティアーズ』（1991年）でプロデュースを務めたジョン・パーデルとデュアン・バロン、ブライアン・アダムスのパートナーとして知られるジム・ヴァランス、エアロスミスの楽曲「リヴィング・オン・ジ・エッジ」に関与したマーク・ハドソン等が参加した。「マイ・リトル・マン」はオズボーンとスティーヴ・ヴァイが共作した楽曲で、1994年の時点でヴァイとの録音も行われていたが、最終的なレコーディングでは、ヴァイではなくザック・ワイルドがギターを演奏した。ベースは当時ザックのバンド、プライド＆グローリーのベーシストであったジェイムズ・ロメンゾが参加していたが、オズボーンの意向でブラック・サバス時代の盟友ギーザー・バトラーが迎えられ、ベースパートは収録し直された。ボーナス・トラックの「ホール・ワールズ・フォーリン・ダウン」は、当時ショウ&ブレイズとして活動していたトミー・ショウとジャック・ブレイズが、オズボーンと共作した楽曲。
オズボーンとザック・ワイルド、ギーザー・バトラーが共作した「サンダー・アンダーグラウンド」は、ベーシック・トラックの録音の直前に作曲された。
本作のレコーディング終了後、オズボーンはザック・ワイルドをツアー・メンバーから外す（ワイルドは2001年にオズボーンのバンドに復帰）。本作発表前の1995年6月に行われたシークレット・ギグではアレックス・スコルニックがギターを担当したが、ほどなくスコルニックに代わって、ランディ・ローズの生徒であったジョー・ホームズ（元リジー・ボーデン）が正式に加入した。
本作からのシングル「ペリー・メイソン」は全英23位、「アイ・ジャスト・ウォント・ユー」は全英43位に達した。
なお、本作に参加したリック・ウェイクマンは、1999年の『地底探検〜完結編』で再びオジーと共演している。

## 収録曲
1. ペリー・メイソン - Perry Mason (Ozzy Osbourne, Zakk Wylde, John Purdell) - 5:53
2. アイ・ジャスト・ウォント・ユー - I Just Want You (O. Osbourne, Jim Vallance) - 4:56
3. ゴースト・ビハインド・マイ・アイズ - Ghost Behind My Eyes (O. Osbourne, Mark Hudson, Steve Dudas) - 5:11
4. サンダー・アンダーグラウンド - Thunder Underground (O. Osbourne, Z. Wylde, Geezer Butler) - 6:29
5. シー・ユー・オン・ジ・アザー・サイド - See You on the Other Side (O. Osbourne, Z. Wylde, Lemmy Kilmister) - 6:10
6. トゥモロウ - Tomorrow (O. Osbourne, Z. Wylde, J. Purdell, Duane Baron) - 6:36
7. ディナイアル - Denial (O. Osbourne, M. Hudson, S. Dudas) - 5:12
8. マイ・リトル・マン - My Little Man (O. Osbourne, Steve Vai) - 4:52
9. マイ・ジキル・ダズント・ハイド - My Jekyll Doesn't Hide (O. Osbourne, Z. Wylde, G. Butler) - 6:34
10. オールド・L.A.・トゥナイト - Old L.A. Tonight (O. Osbourne, Z. Wylde, J. Purdell) - 4:48

### 日本初回盤ボーナス・トラック
1. ホール・ワールズ・フォーリン・ダウン - Whole World's Fallin' Down (O. Osbourne, Tommy Shaw, Jack Blades) - 5:05

### 2002年リマスター盤ボーナス・トラック
1. ホール・ワールズ・フォーリン・ダウン - Whole World's Fallin' Down (O. Osbourne, T. Shaw, J. Blades) - 5:05
2. エイミー - Aimee (O. Osbourne, Z. Wylde) - 4:46

## 参加ミュージシャン
- オジー・オズボーン - ボーカル
- ザック・ワイルド - ギター
- ギーザー・バトラー - ベース
- ディーン・カストロノヴォ - ドラムス
- リック・ウェイクマン - キーボード
- マイケル・バインホーン - キーボード